# Dan Beck-Hansen
Dan Beck-Hansen (født 2. februar 1990 i Videbæk) er en dansk håndboldspiller, der spiller for Skjern Håndbold i den danske Håndboldliga.
Da han spillede for svenske IFK Skövde, var han en del af all star holdet i den svenske liga i 2021-22 sæsonen. Derefter skiftede han til TTH Holstebro og i 2023 skrev han kontrakt med Rækker Mølle Håndbold i 1. division. Han blev derefter udlånd til Skjern Håndbold til og med december 2023 i en byttehandel for Tobias Mygind, der røg den anden vej.